# Bátorság
A bátorság olyan érzelmi erőforrás, amely képessé teszi az embert, hogy az akaratereje gyakorlásával belső vagy külső akadályokkal szemben is elérje kitűzött céljait. Ilyen akadály lehet például a szenvedés, fájdalom, veszély, bizonytalanság, vagy megaláztatás.
- A fizikai bátorság a fizikai fájdalom, nehézség, haláleset, halálos fenyegetés esetén fellépő döntést jelenti.
- Az erkölcsi bátorság olyan képességet mutat, ami a helyes cselekedet megtételét eredményezi, és a nép részéről érkező ellentéttel erősen szemben áll. Ez a szégyennel, pletykával, lebeszéléssel, vagy személyes veszteséggel való ellenkezést jelenti.

Az antik erények  közé tartozik a bátorság is (andreia, fortitudo) de ehhez több érték járul, mint például mértékletesség és a türelem.
A nyugati hagyományban olyan filozófusok vizsgálták a bátorságot, mint például Szókratész, Platón, Arisztotelész, Aquinói Szent Tamás, és Kierkegaard; a keleti hagyományban a Tao Te King magyarázza. Nemrég a pszichológia tudománya is felfedezte a fogalmat.

## Fordítás
Ez a szócikk részben vagy egészben  a   Courage című angol Wikipédia-szócikk ezen változatának fordításán alapul.  Az eredeti cikk szerkesztőit annak laptörténete sorolja fel. Ez a jelzés csupán a megfogalmazás eredetét és a szerzői jogokat jelzi, nem szolgál a cikkben szereplő információk forrásmegjelöléseként.

## Galéria

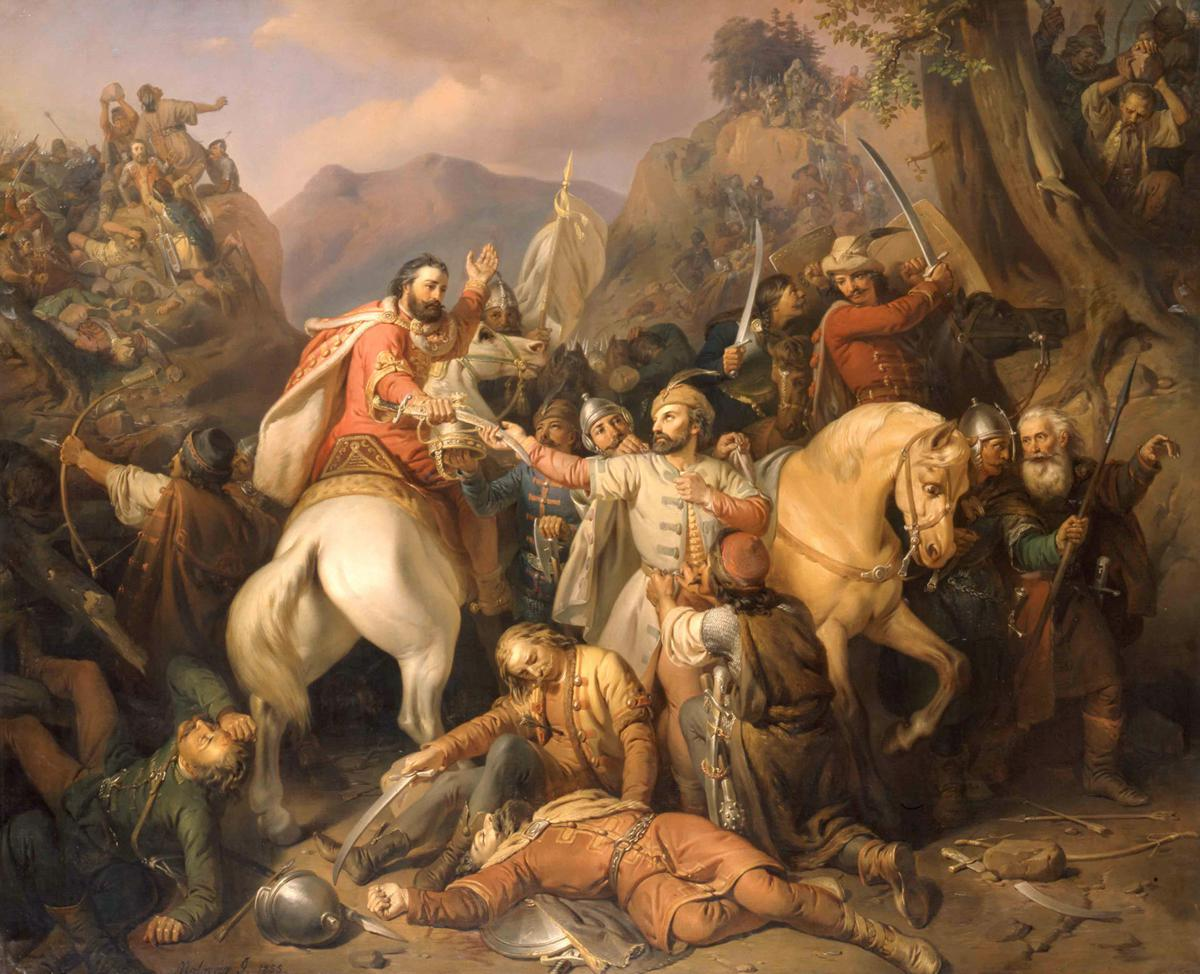
Molnár József: Dezső vitéz önfeláldozása Károly Róbertért
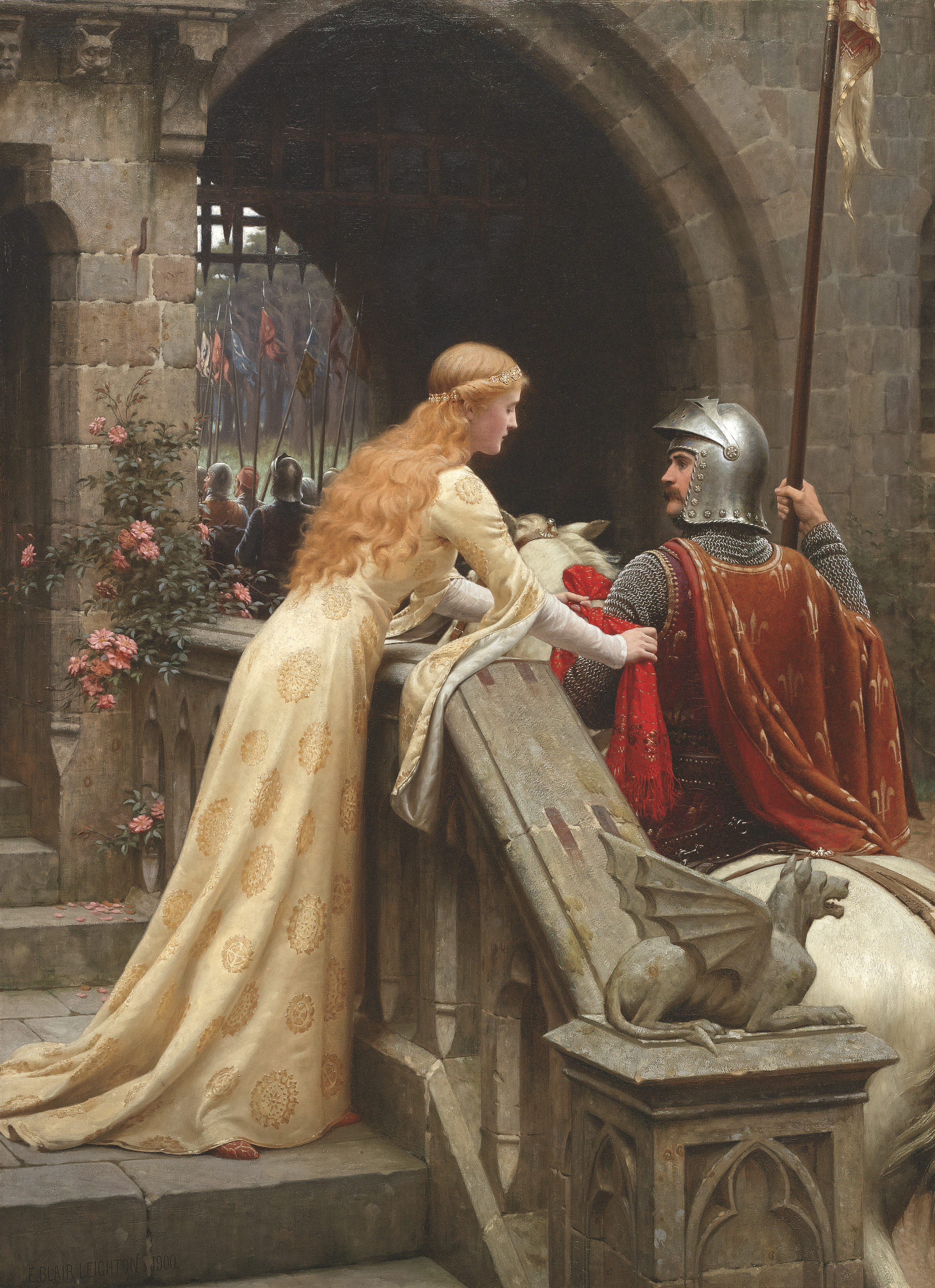
Edmund Leighton: God Speed